# Carhuamayo
Carhuamayo ist eine Kleinstadt mit 4126 Einwohnern in Peru und Hauptstadt des Distrikt Carhuamayo. Sie liegt wenige Kilometer östlich des Junín-Sees. Der Ortsname leitet sich von Quechua Qarwamayu ab, was gelber Fluss bedeutet.

## Geschichte
Der Ort wurde offiziell im Jahre 1615 gegründet und 1626 an einen Spanier namens Juan De Dios de Cardocio verpachtet. Die vorher dort lebenden Quechua verloren dadurch ihr bisheriges Recht auf das Land.
In den 1930ern erfuhr der bis dato abgelegene Ort einen Aufschwung, als ein Eisenbahnbahnhof und eines der größten Umspannwerke Perus in Carhuamayo errichtet wurden. Hauptwirtschaftszweig war neben der Alpaka-Zucht nun vor allem der Bergbau. Die Fischerei im Junín-See verlor an Bedeutung, da dieser mit dem Bergbau zunehmend verschmutzte.
Der Personenverkehr auf der Bahnstrecke La Oroya–Cerro de Pasco wurde inzwischen eingestellt, es verkehren aber noch Güterzüge.

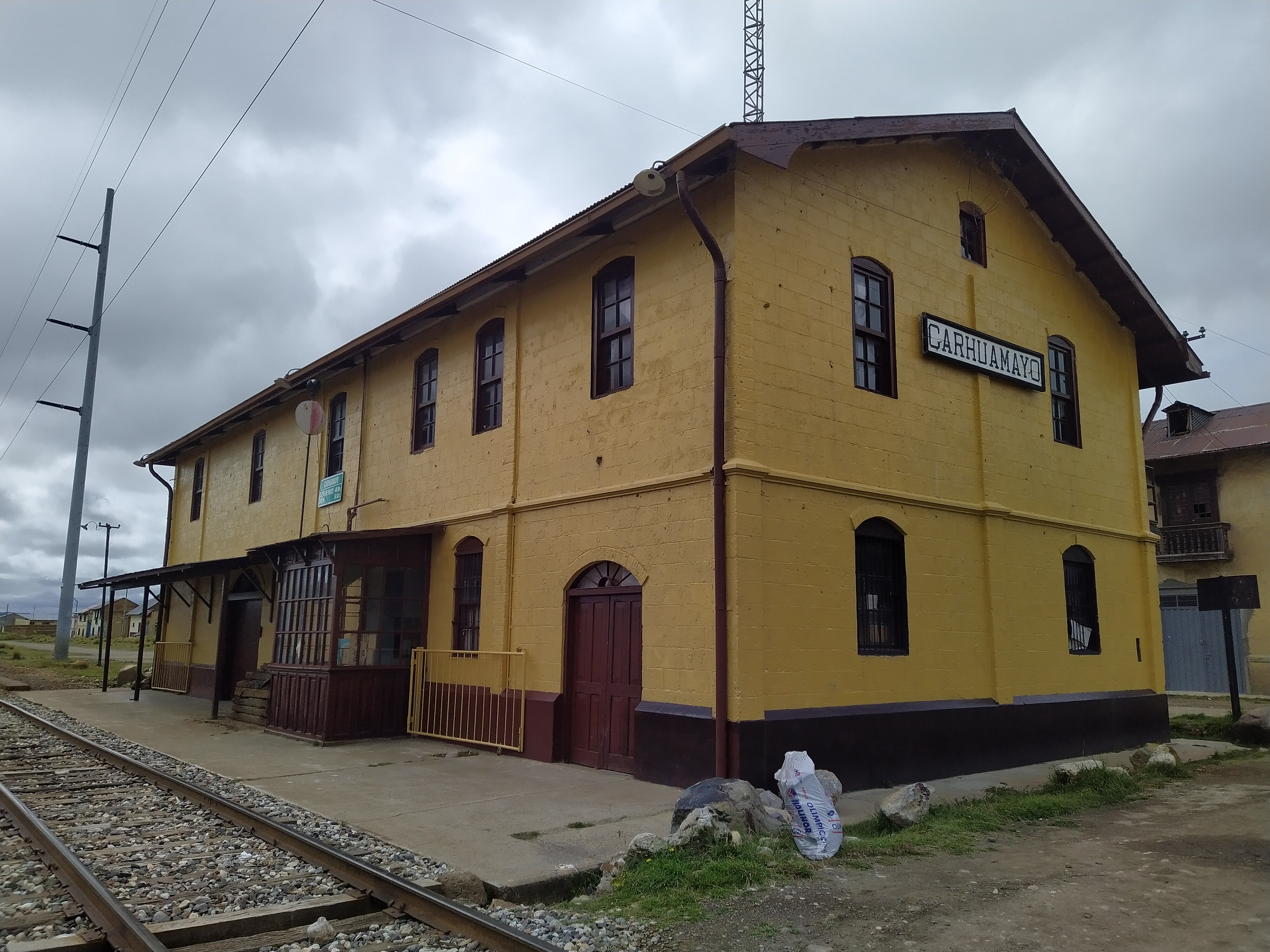
Bahnhof von Carhuamayo
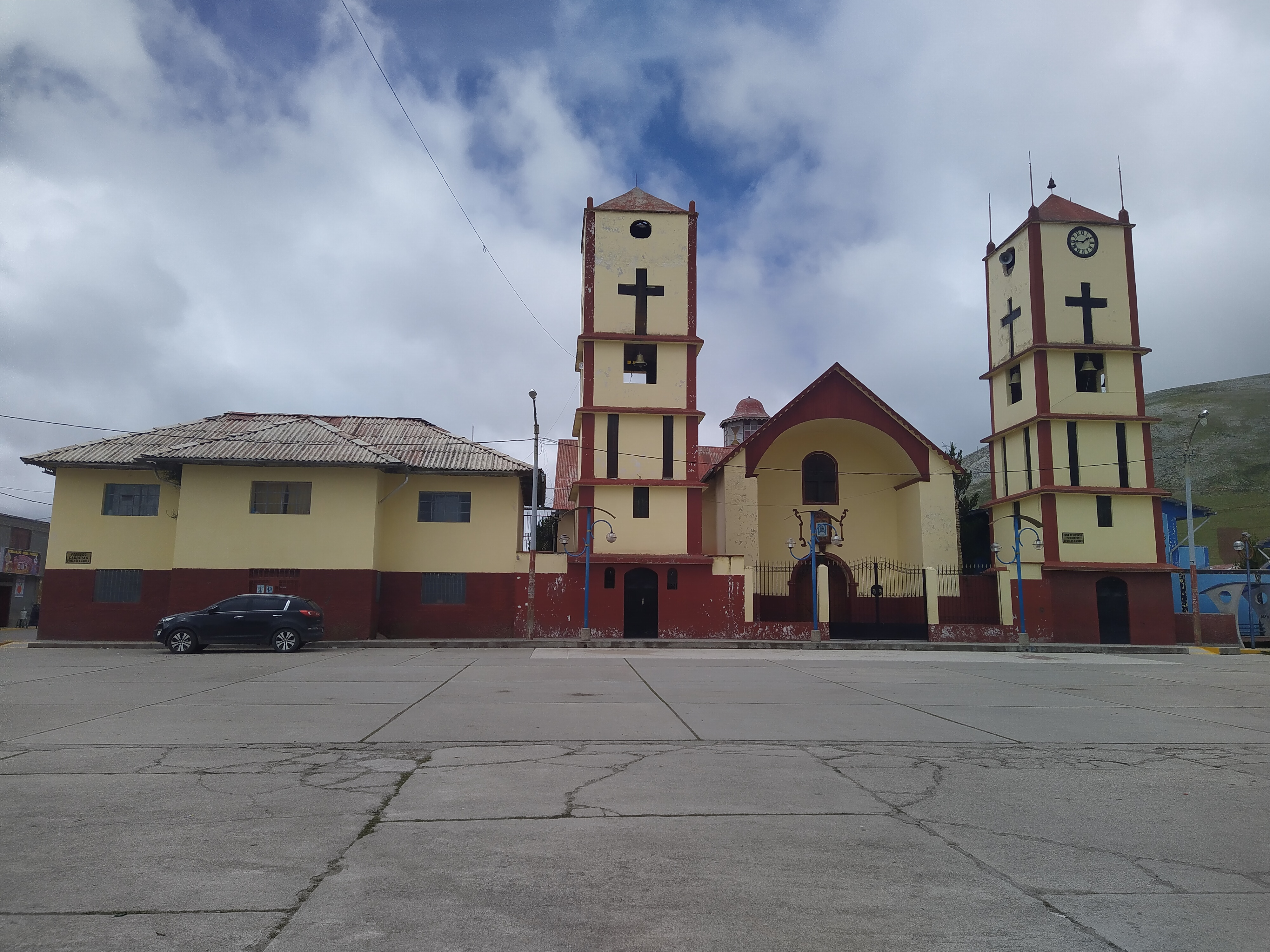
Katholische Kirche